# Adelmo Toffanetti
Adelmo Toffanetti (Finale Emilia, 12 febbraio 1919 – Modena, 30 gennaio 1992) è stato un calciatore italiano, di ruolo difensore.

## Biografia
Era fratello di Erode Toffanetti, anch'egli calciatore in diverse squadre di Serie B e C. Terminata la carriera agonistica, ha lavorato alla Maserati come tornitore.

## Caratteristiche tecniche
Giocava nel ruolo di terzino. Era fisicamente imponente, raggiungendo l'altezza di 190 cm.

## Carriera
Esordisce in prima squadra nel Modena, con cui debutta in Serie A il 26 febbraio 1939, nella sconfitta interna contro il Torino; in quell'occasione viene anche espulso per un duro intervento su Walter Petron. Rimane la sua unica presenza nella massima serie, poiché dopo essere inizialmente rimasto al Modena come riserva, passa nel gennaio 1940 al Pisa, in B (dove non è mai impiegato), e nella stagione 1940-1941 al Suzzara, in C. Nell'agosto 1941 il Modena lo cede al Chieti, sempre in terza serie.
Terminata la guerra fa rientro al Modena, che lo cede al Piacenza, impegnato nel campionato di Serie B-C Alta Italia 1945-1946. Rimane ai biancorossi fino al 1949, disputando tre stagioni di Serie B per un totale di 79 presenze, e una stagione di Serie C. Nel 1949, dopo aver disputato complessivamente 118 partite di campionato nel Piacenza, viene posto in lista di trasferimento.